# Carpodacus sibiricus
Il carpodaco codalunga o carpodaco siberiano (Carpodacus sibiricus (Pallas, 1773)) è un uccello passeriforme della famiglia dei Fringillidi.

## Etimologia
Il nome scientifico della specie, sibiricus, deriva dal latino e significa "siberiano", in riferimento al suo areale.

## Descrizione

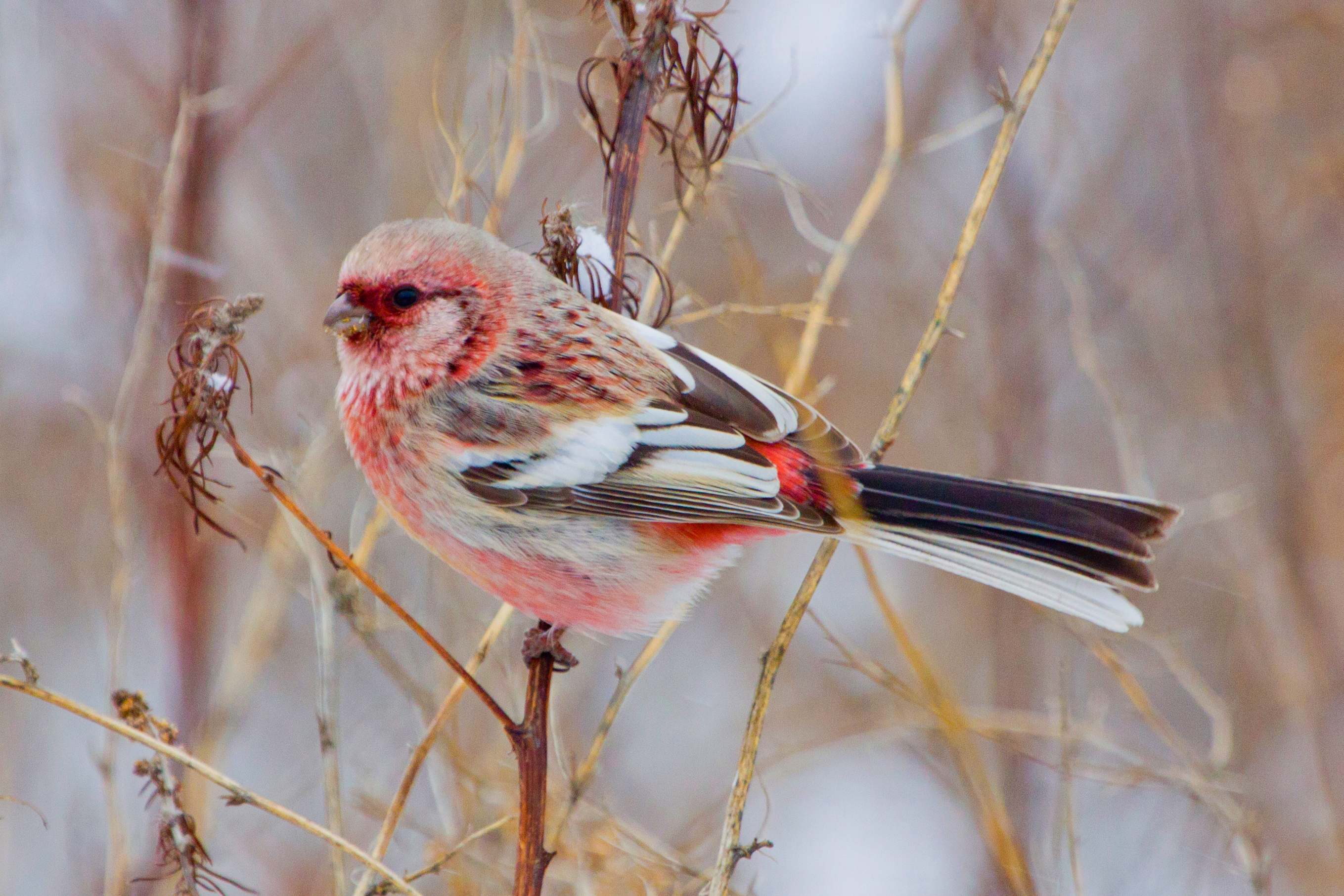
Maschio a Čeljabinsk.

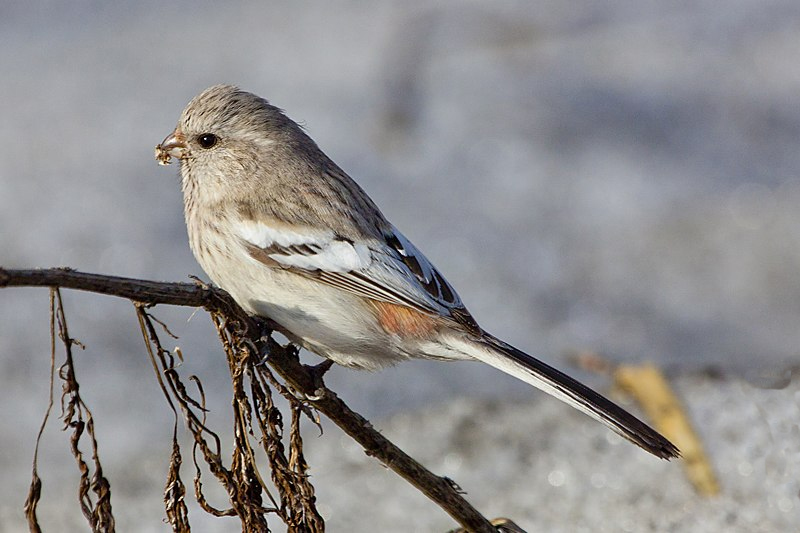
Femmina in natura.

### Dimensioni
Misura 16–18 cm di lunghezza, per 16-26 g di peso.

### Aspetto
Si tratta di uccelli dall'aspetto paffuto, muniti di testa tondeggiante con grandi occhi e becco corto conico, di ali allungate e coda (come intuibile dal nome comune) lunga e dalla punta lievemente forcuta. Nel complesso, il loro aspetto può vagamente ricordare quello di un codibugnolo con testa di ciuffolotto.
Il dimorfismo sessuale è ben evidente: i maschi, infatti, presentano colorazione rosa-grigiastro su fronte, vertice, nuca, sopracciglio, guance, gola e fianchi, mentre l'area fra i lati del becco, le orecchie e la base del collo è di colore rosso ciliegia, così come dello stesso colore sono petto, ventre e codione, mentre il dorso è bruno-grigiastro e ali e coda sono bruno-nerastre (le prime con copritrici dagli orli di colore bianco, così come bianco è il sottocoda). Le femmine, invece, presentano livrea più sobria, nella quale dominano le tonalità del grigio, più chiaro e tendente al biancastro ventralmente e più scuro su ali e coda (che presentano barra bianca come nei maschi), mentre il codione è di color arancio e la testa tende al beige. In ambedue i sessi, il becco e le zampe sono di colore nerastro (queste ultime sfumate nel rossiccio nei maschi), mentre gli occhi sono di colore bruno scuro.

## Biologia

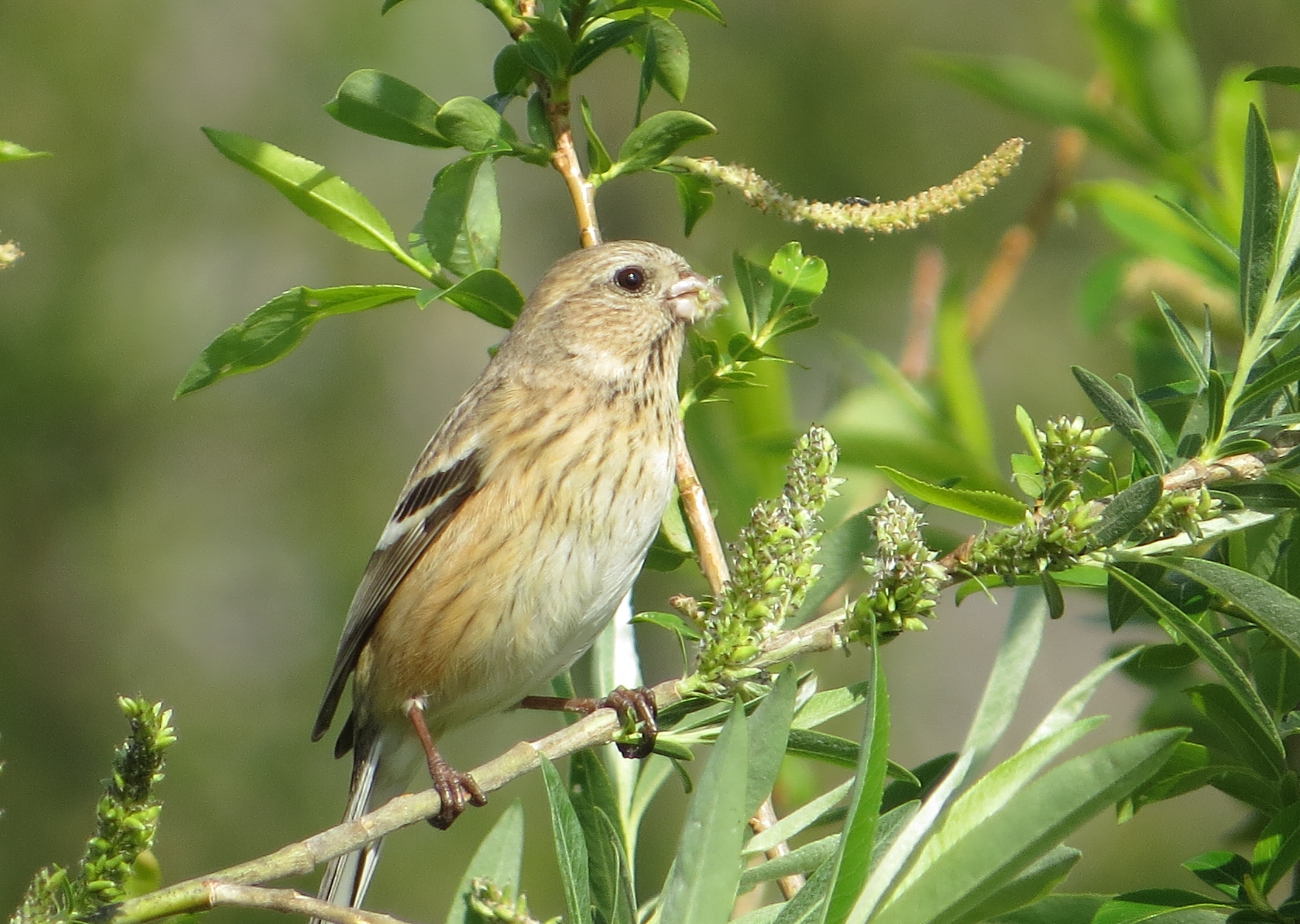
Femmina si nutre di un germoglio ad Aichi.

Si tratta di uccelli dalle abitudini diurne, che passano la maggior parte della giornata fra i cespugli o i rami degli alberi alla ricerca di cibo, muovendosi perlopiù in coppie o in gruppetti e tenendosi in continuo contatto fra loro mediante richiami trillanti.

### Alimentazione

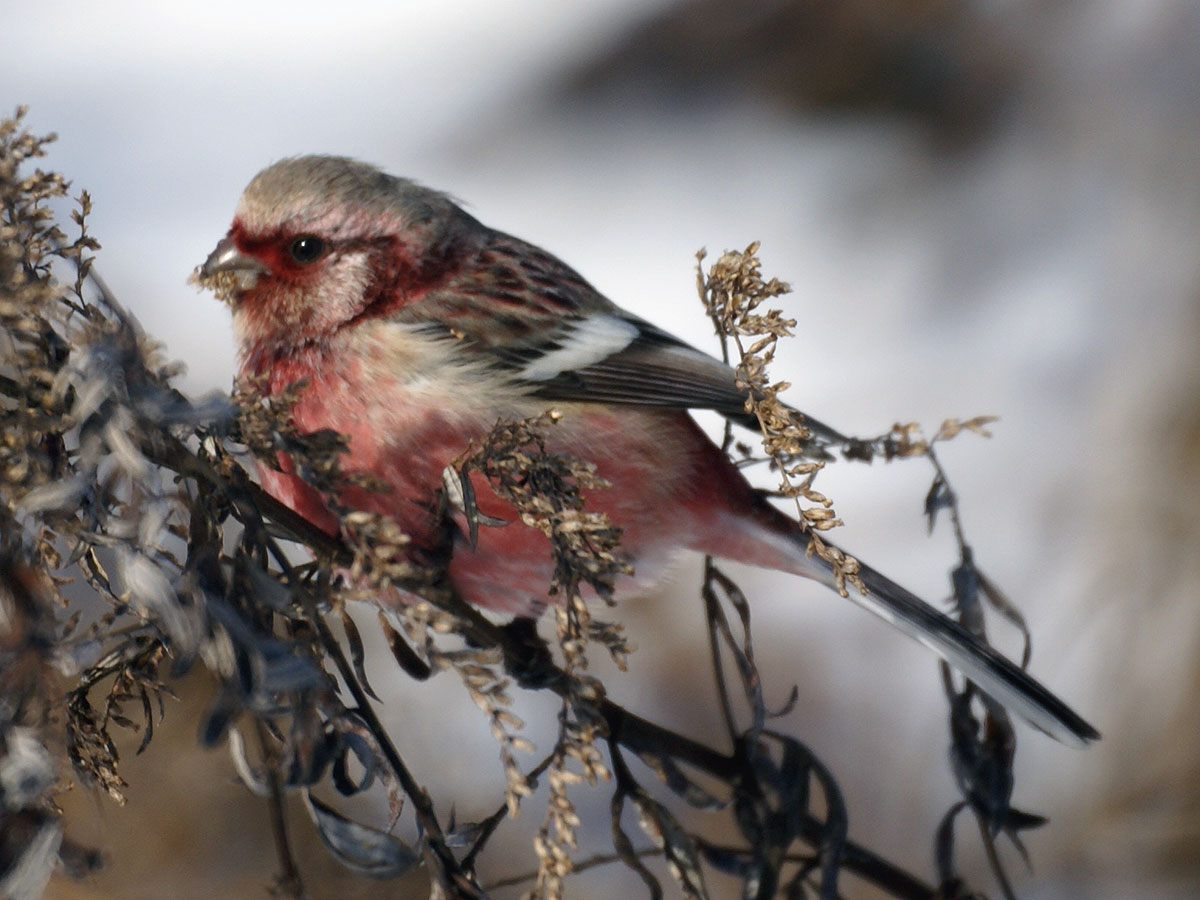
Maschio si alimenta in natura.

Il carpodaco codalunga è un uccello granivoro, che si nutre soprattutto di semi e granaglie, ma non disdegna altri alimenti di origine vegetale (bacche, germogli, boccioli, soprattutto di Prunus, Lonicera e Viburnum opulus) e talvolta anche insetti ed altri piccoli invertebrati.

### Riproduzione
Si tratta di uccelli monogami, le cui coppie si formano verso la metà di maggio, con la stagione riproduttiva che si protrae fino ad agosto: durante questo periodo viene portata generalmente avanti una singola covata (fanno eccezione le popolazioni del bacino dell'Ussuri, che portano avanti due covate l'anno).

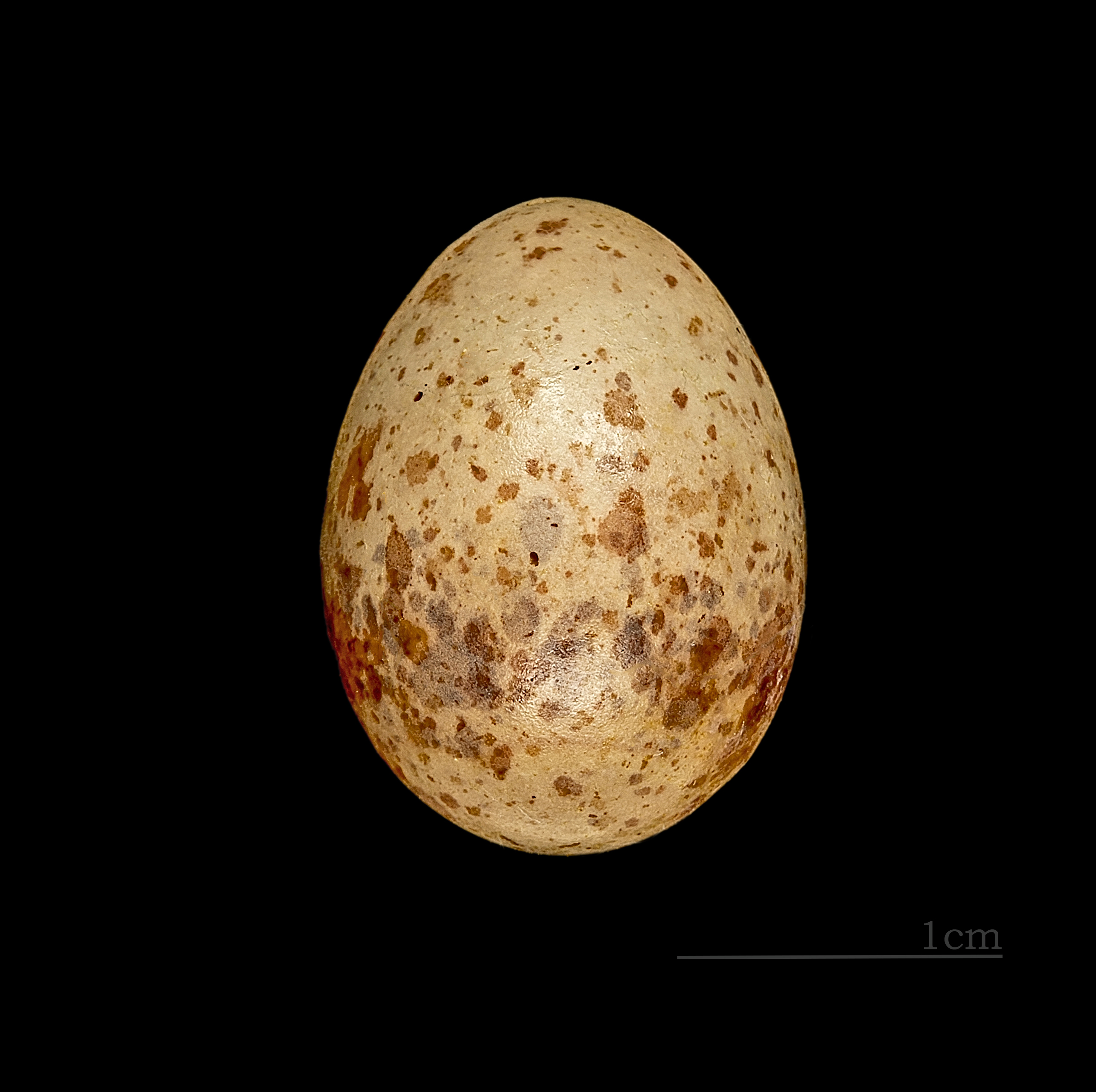
Uovo al museo di storia naturale di Tolosa.

Il nido, a forma di coppa, viene costruito dalla sola femmina (col maschio che sporadicamente fornisce del materiale da costruzione) alla biforcazione di un ramo, ben nascosto fra le fronde: esso si compone di rametti e fibre vegetali intrecciati, ed all'interno è foderato con materiale più soffice come foglie, muschio e piumino. Al suo interno, la femmina depone 4-6 uova di colore giallastro, con maculature aranciate e bruno-rossicce presenti in special modo al polo ottuso: esse vengono covate dalla sola femmina (mentre il maschio staziona di guardia nei pressi del nido, cantando per tenere lontani eventuali intrusi ed occupandosi di reperire il cibo per sé e per la compagna) per circa due settimane, al termine delle quali schiudono pulli ciechi ed implumi. I nidiacei vengono accuditi da ambedue i genitori, che li imbeccano abbondantemente con semi e insetti rigurgitati per circa tre settimane: al termine di questo periodo, i giovani sono pronti per involarsi e disperdersi, allontanandosi dal nido.

## Distribuzione e habitat

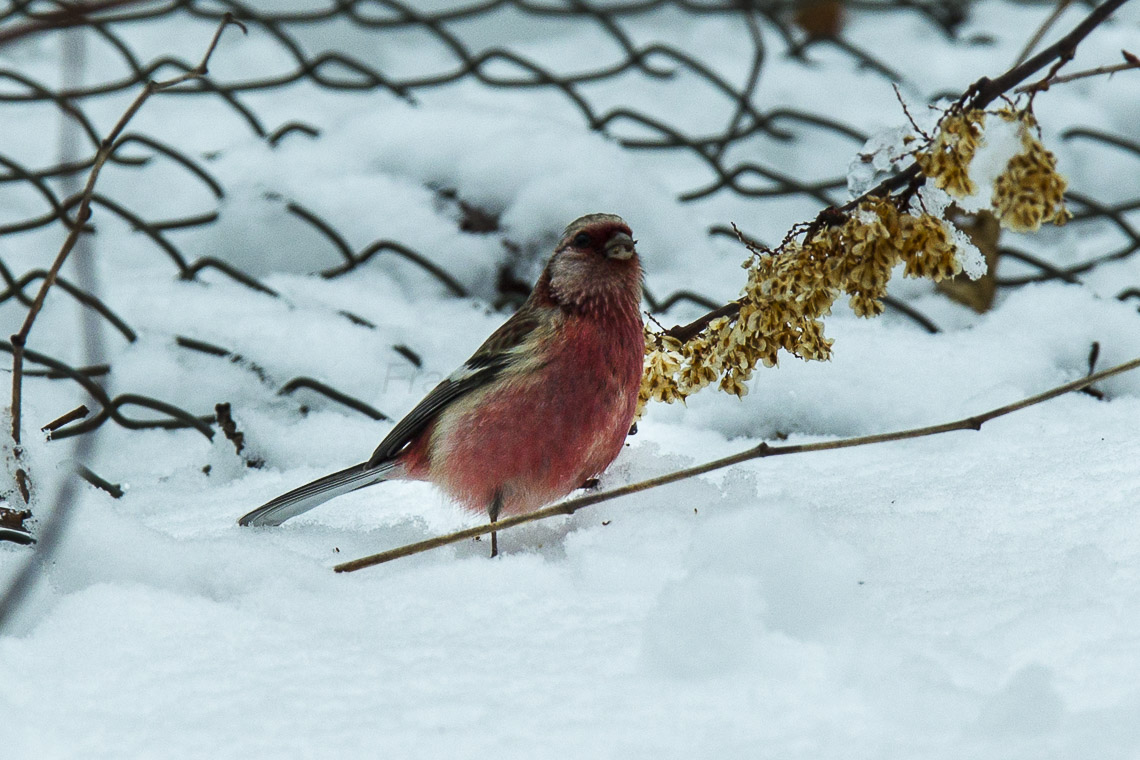
Maschio nella neve a Honshū.

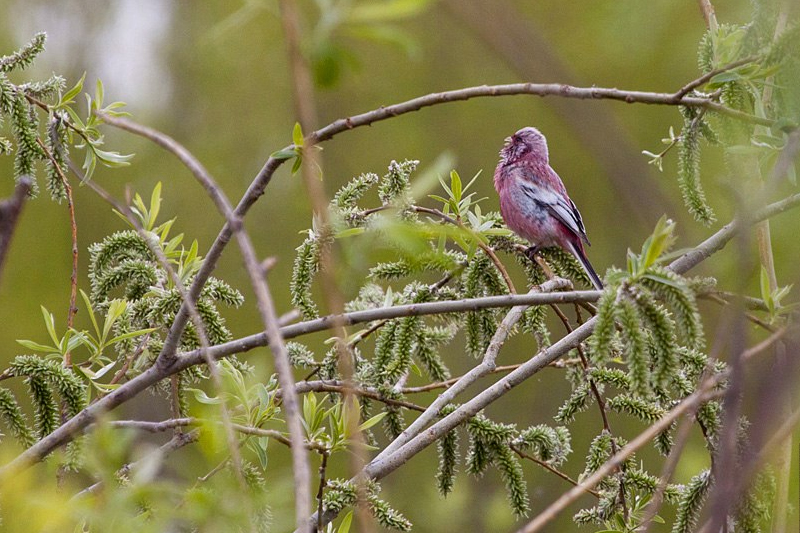
Maschio canta in natura.

Il carpodaco codalunga occupa un areale piuttosto esteso che abbraccia buona parte del Turkestan, della Siberia e dell'Asia centrale e orientale, dal Kazakistan alla Manciuria, oltre che il Giappone e (con una popolazione disgiunta) anche il Tibet e la Cina centrale. Le popolazioni residenti nel nord dell'areale tendono ad essere migratorie, spostandosi verso sud durante l'inverno per sfuggire all'eccessiva rigidità del clima, mentre quelle più meridionali sono generalmente residenti. Soprattutto i giovani risultano molto mobili, raggiungendo anche l'Europa nei loro spostamenti.
L'habitat di questi uccelli è rappresentato dai boschi di latifoglie (principalmente betulla e salice) con denso sottobosco, oltre che dai canneti e dalle aree ben alberate.

## Sistematica

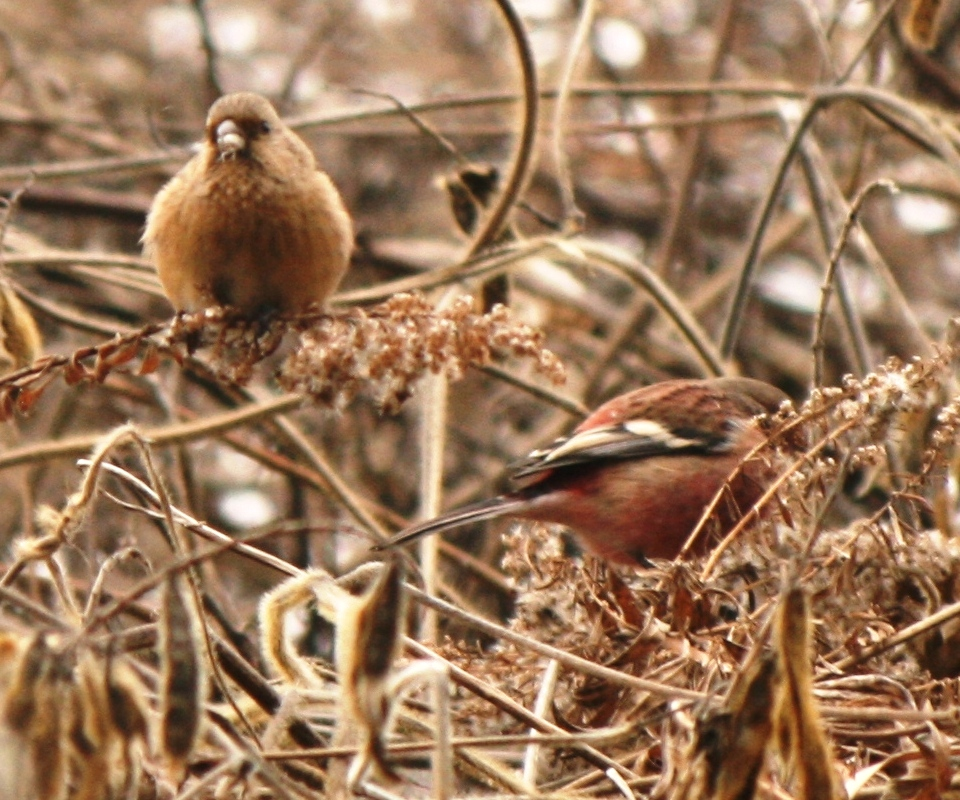
Coppia (maschio in basso) della sottospecie sanguinolentus su Solidago canadensis.

Se ne riconoscono cinque sottospecie:
- Carpodacus sibiricus sibiricus (Pallas, 1773) - la sottospecie nominale, riproduttrice in Siberia centrale ad est fino al medio corso dell'Amur, alla Mongolia nord-occidentale e alla Mongolia Interna nord-occidentale, oltre che in Kazakistan nord-orientale e Uiguristan nord-occidentale, svernante in Russia centro-meridionale e sud-orientale, Tarbagatay, Zungaria e Tien Shan orientale;
- Carpodacus sibiricus ussuriensis (Buturlin, 1915) - riproduttrice dall'Amur all'Ussuri oltre che in Heilongjiang e Jilin, svernante nella penisola di Corea e in Liaoning, Hebei, Shanxi e Gansu meridionale;
- Carpodacus sibiricus sanguinolentus (Temminck & Schlegel, 1848) - riproduttrice su Sakhalin, Curili meridionali e nord del Giappone (Hokkaidō, Honshū settentrionale), svernante in Giappone centro-meridionale;
- Carpodacus sibiricus lepidus (David & Oustalet, 1877) - endemica della Cina centrale (Shanxi sud-occidentale e Shaanxi meridionale) e del Tibet orientale;
- Carpodacus sibiricus henrici (Oustalet, 1892) - diffusa in Tibet sud-orientale, nel Sichuan settentrionale e nello Yunnan settentrionale e occidentale;

In passato, il ciuffolotto codalunga veniva ascritto a un proprio genere monotipico, Uragus: in seguito alle analisi del DNA mitocondriale, tuttavia, si è optato per il suo accorpamento all'interno del genere Carpodacus.